# Тамборешть
Тамборешть, Тамборешті (рум. Tamborești) — село у повіті Алба в Румунії. Входить до складу комуни Албак.
Село розташоване на відстані 333 км на північний захід від Бухареста, 65 км на північний захід від Алба-Юлії, 63 км на південний захід від Клуж-Напоки.

## Населення
За даними перепису населення 2002 року у селі проживала 41 особа, усі — румуни. Усі жителі села рідною мовою назвали румунську.